# 西武園競輪場
西武園競輪場（せいぶえんけいりんじょう）は、埼玉県所沢市荒幡にある競輪場。施設の所有者は西武鉄道。主催は埼玉県（過去については後述）。競技実施はJKA東日本地区本部関東支部。電話投票での競輪場コードは26#。

## 概要
1950年5月22日に開設。開設当初は村山競輪場であったが、施設所有者である西武鉄道が競輪場周辺一帯の開発を進め、西武園遊園地などを建設・整備したことに伴い、1954年5月から西武園競輪場に名称を変更した。
1960年9月13日には、第10レースA級（KPK導入前）決勝戦で発走直後に白鳥伸雄が後輪タイヤがパンクしたため競走を中止したことに端を発する一部の観客による暴動事件「西武園競輪騒擾事件」が起きている。
西武ドームと同じように丘陵地に掘り下げて造成されたため、最寄駅である西武園駅から正面出入口にかけて上り坂となっているほか、正面出入口のフロアはスタンド上段の位置にある。正面出入口直下には600名が収容できる大型ホール「サイクルシアター」が設けられており、開催期間中はここで表彰式などが行われることがあるほか、非開催日では一般向けにイベントスペースとして貸し出しも行っている。
1992年6月から大規模な施設改修工事が開始され、1997年10月に完成。客席がすべて屋根で覆われた。客席は一般席でも全席が個席となっている。ただ、現在は入場者数の減少等でグレードレースの開催時でも、3コーナーから4コーナーにかけての客席は閉鎖しており立ち入れなくなっている（特にビッグレースとなると応援用の選手横断幕が掲げられている）。
メインスタンドは全面ガラス張りで、下層は特別観覧席、上層はさらにグレードの高いロイヤルルームとなっている。バックスタンド側には貸し切り専用のクイーンルームがあったが、近年は使用されていない。
敢闘門が1コーナー下にあり、選手はメインスタンド下を通ってバンクに入場する。そのため発走地点付近の屋外に観客が立ち入れるスペースは設置されていない。
開設から特別競輪が多数開催されているが、全面改修以降は1998年に日本選手権競輪、2004年と2022年と2023年にオールスター競輪、2008年に読売新聞社杯全日本選抜競輪が開催された。 
記念競輪（GIII）は毎年4月下旬に「ゴールド・ウイング賞」が開催されるのが恒例となっている。なお2011年4月の記念競輪は、当初東日本大震災による計画停電の影響を考慮し中止が発表されたが、直後に計画停電の終了が決まったため、改めて被災者支援競輪「がんばろう日本（GIII）in 西武園」として開催された。また2012年は6月に、2019年と2025年は8月に開催された。なお2020年は、COVID-19の流行と緊急事態宣言の対象地区に入っている関係で開催中止になった。
2010年8月9日より重勝式投票にあたるKドリームスの発売を開始した。ただし本場や競輪場外車券売場では購入できず、会員制のネット販売に限定される。
場内に照明設備が設置されたことにより、2017年1月8日の開催よりミッドナイト競輪が実施されている。2018年10月31日よりナイター競輪も開催されている。
FI・FII開催におけるCS中継の制作は日本トーター。レース実況は東京電設工業で、特別競輪・記念競輪および一部のFI開催を西山栄一が、そのほかの開催は主に佐藤聖、美甘伊織が担当している。以前は綿貫弘や坂巻勇気が担当していた。

## バンク特徴
元々500mバンクで始まっており、施設改修工事に伴って1994年8月より400mへと改修され現在に至っている。旧バンクを基にしてあるためカントが緩くなっている。このため1周400mの標準的なバンクだが、カントの緩さと直線の短さからか333mバンクのような性格を持つ。また、逃げ・先行タイプの選手が有利といわれている。
建物全体が高い位置から全周囲でバンクを包む一体型建築構造となっており、また走路の全周外側にポリカーボネート（透明板）が設置されているものの走路内側が数mほど大きく窪んでいるため風が内側に落ち込みやすい。

## 周辺
- 西武園ゆうえんち
- 西武園ゴルフ場
- 村山貯水池（多摩湖）・山口貯水池（狭山湖）
- 西武ドーム

## アクセス
- 西武鉄道西武園線西武園駅下車、徒歩1分。
  - 駅（北口）から正面出入口までの通路には屋根が掛けられており、雨天時でも傘を差さずに競輪場に向かうことができる。
- 多摩湖線多摩湖駅下車、徒歩10分ほど。
- 東日本旅客鉄道（JR東日本）武蔵野線新秋津駅より無料送迎バスを運行（2020年度以降はCOVID-19対策で運転せず）。
- 2022年の第65回オールスター競輪以降、グレードレース開催時は所沢駅から臨時無料送迎バスが運行されている。

## 場外車券売場
- サテライト花園寄居 - 埼玉県大里郡寄居町

## 歴代記念競輪優勝者
| 年     | 優勝者     | 登録地   |
| ------ | ---------- | -------- |
| 2002年 | 神山雄一郎 | 栃木     |
| 2003年 | 有坂直樹   | 秋田     |
| 2005年 | 武田豊樹   | 茨城     |
| 2006年 | 大塚健一郎 | 大分     |
| 2007年 | 手島慶介   | 群馬     |
| 2009年 | 平原康多   | 埼玉     |
| 2010年 | 平原康多   | 埼玉     |
| 2011年 | 長塚智広   | 茨城     |
| 2012年 | 武田豊樹   | 茨城     |
| 2013年 | 萩原孝之   | 静岡     |
| 2014年 | 山崎芳仁   | 福島     |
| 2015年 | 武田豊樹   | 茨城     |
| 2016年 | 藤田竜矢   | 埼玉     |
| 2017年 | 松谷秀幸   | 神奈川   |
| 2018年 | 和田圭     | 宮城     |
| 2019年 | 平原康多   | 埼玉     |
| 2020年 | 開催中止   | 開催中止 |
| 2021年 | 野口裕史   | 千葉     |
| 2024年 | 眞杉匠     | 栃木     |
| 2025年 |            |          |
| 2026年 |            |          |

※1節4日間制開催となった、2002年4月以降の歴代記念競輪優勝者を列記。

### その他のG3
| 年     | 種別       | 開催名称 | 優勝者 | 登録地 |
| ------ | ---------- | -------- | ------ | ------ |
| 2026年 | ナイターG3 |          |        |        |

## マスコットキャラクター
- マスコットキャラクターは「さい☆ボーグ」。動物のサイがモデル。
  - 「埼玉県」「西武園」「サイクル」の"さい"をもじっている。
  - 身長160cm、体重200kg[11]。
  - 日本茶が好物で、狭山茶しか飲まない。
  - 好きなタイプは松浦亜弥。
  - 同じ埼玉県にある大宮競輪場のマスコットキャラの昇竜くんと仲がよく、「埼玉ライン」を組んでいる。
  - 公式サイト上では、2004年9月28日に登場が発表された[12]。
  - これにちなんで、2011年の記念競輪の2日目優秀競走として「さい☆ボーグ賞」が開催された。

## エピソード
- 1950年6月、放火される事件が発生している（村山競輪事件）[13]。

- 埼玉県、所沢市、川越市、行田市、秩父市が主催していたが、市主催での赤字が拡大しているため、秩父市が2005年度をもって撤退した。その後、所沢市、行田市、川越市も撤退を表明。このため、埼玉県は大宮競輪場同様、2007年度より県単独の開催とし、当場のトータリゼータシステムを担当する日本トーターに運営を民間委託した（川越市は当初2007年度は撤退とせず開催中止としていたが、民間委託が決まったことを受けて正式に撤退を表明した）。

- 田中誠作の競輪漫画「ギャンブルレーサー」では、主人公である競輪選手関優勝（せき まさかつ）のホームバンクという設定であった。そのため記念競輪の2日目優秀競走を「ギャンブルレーサー関優勝牌（せき まさかつ はい）」として開催していた[注 5][注 6]。

- 西武園競輪場の敷地内南側に都県境があることから、当場をホームバンクとする選手は、埼玉支部所属と東京支部所属がいる。上記の「ギャンブルレーサー」でも、主人公の関優勝は東京都東大和市（所沢市に隣接）在住という設定であり、その弟子たちも含めて東京支部所属という設定であった。

- かつてプロ野球の埼玉西武ライオンズは、コーチとして所属していた大迫幸一の発案により、シーズンオフの新人合同自主トレーニングの一環として自転車タイムトライアルを2002年から2011年まで行ない、新人以外の選手も自己志願すれば参加できた。

- 2015年には、ずれやまズレ子の「フトモモDEサンバ」が大宮・西武園けいりん応援ソングとなった[14]。

## テレビ中継
- 2010年5月まではスカパー!・SPEEDチャンネルで放送されていたが、同年6月より2014年3月まではEXエンタテイメント→寄席チャンネル（スカパー!プレミアムサービスCh.542/275）、同年4月から2015年3月まではEXライブ（スカパー!プレミアムサービスCh.541/288）、同年4月～2019年3月まではたちかわ・西武園競輪チャンネル（スカパー!プレミアムサービスCh.531）の枠を借りて無料放送していた。
  - この期間のSPEEDチャンネルは、グレードレースとミッドナイト競輪のみを放送していた。なお、ミッドナイト競輪についてはたちかわ・西武園競輪チャンネルでの放送は無かった。
  - なおたちかわ・西武園競輪チャンネルは2019年3月31日(日)をもって閉局となった。この関係で、同年4月からは再びSPEEDチャンネルで中継するようになった[注 7]。

- 以前は地元テレビ局のテレビ埼玉も中継していた時期があるが、2016年の記念競輪を最後に中継していない。